# Lithobius pachymerus
Lithobius pachymerus är en mångfotingart som beskrevs av Carl Graf Attems 1938. Lithobius pachymerus ingår i släktet Lithobius och familjen stenkrypare.
Artens utbredningsområde är Vietnam. Inga underarter finns listade i Catalogue of Life.